# Yukiya Amano
Yukiya Amano (天野 之弥 Amano Yukiya?) (Yugawara, prefectura de Kanagawa, 9 de mayo de 1947-18 de julio de 2019) fue un diplomático japonés y un funcionario público internacional en las Naciones Unidas y sus divisiones. Fue el embajador y representante de Japón en el Organismo Internacional de Energía Atómica (OIEA), organismo del cual fue elegido director general en 2009, cargo que ocupó hasta su muerte.

## Biografía
Comenzó sus estudios en la Universidad de Tokio en 1968. Tras graduarse de la Facultad de Derecho, ingresó en el Ministerio de Relaciones Exteriores en 1972. Se especializó en la cuestión del desarme internacional y los esfuerzos de no proliferación nuclear. En 1973-1974, estudió en la Universidad de Franche-Comté, y en 1974-1975, en la Universidad de Niza, Francia.

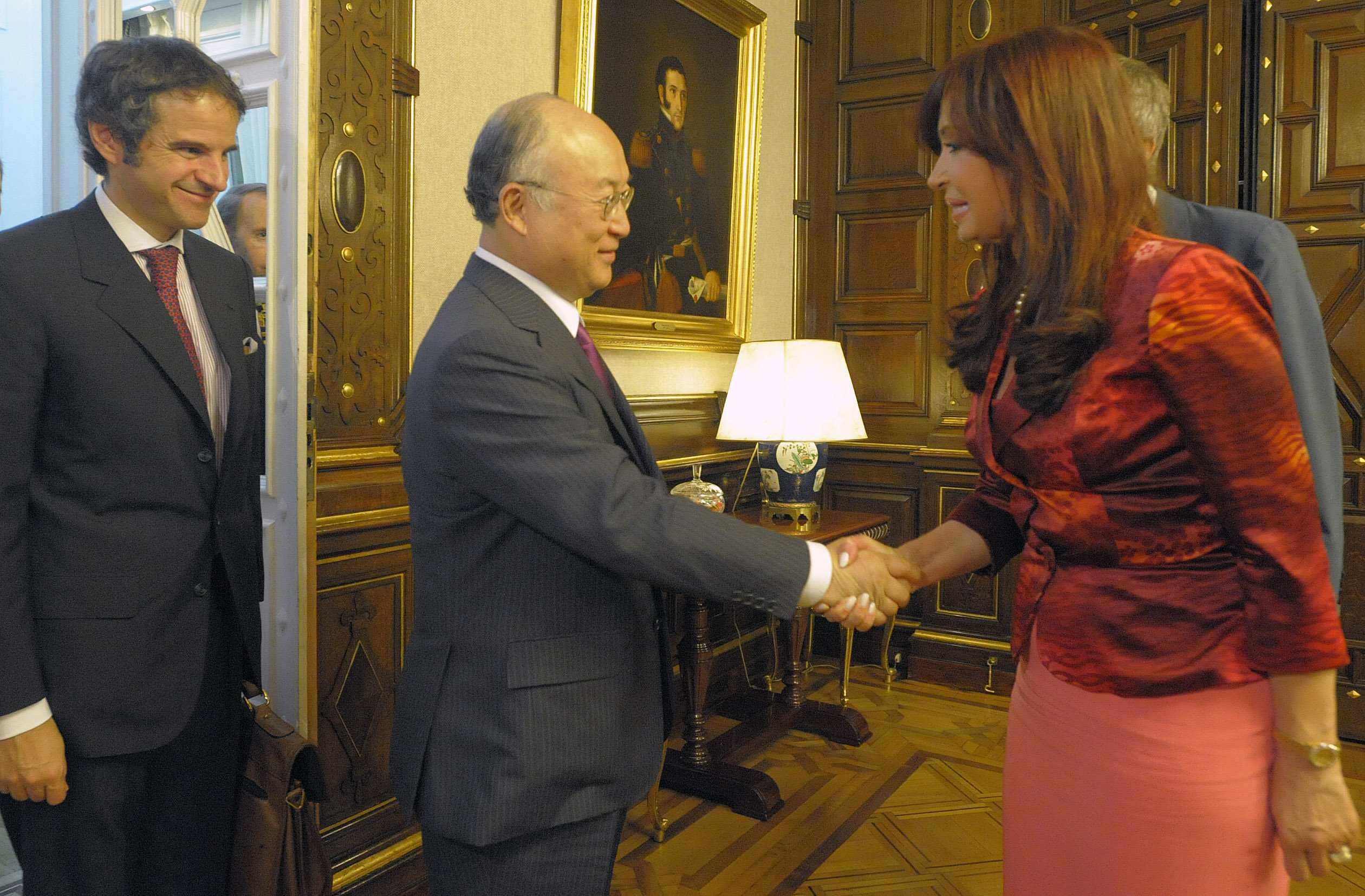
Amano junto a la presidenta argentina, Cristina Fernández.

Ocupó diversos puestos en el Ministerio de Relaciones Exteriores, como el director de la División de Ciencias y Director de la División de Energía Nuclear en 1993. Durante su servicio en el exterior, se lo envió a la Embajada del Japón en Vientián, Washington y Bruselas, en la Delegación de Japón ante la Conferencia de Desarme en Ginebra y fue Cónsul General de Japón en Marsella.
En agosto de 2002, fue nombrado director general de Control de Armas y Asuntos Científicos, y en agosto de 2004, fue nombrado director general de la Conferencia de Desarme, No Proliferación y el Departamento de Ciencias.
De 2005 a 2009 fue el representante permanente de su país ante el Organismo Internacional de Energía Atómica (OIEA), con sede en Viena.
En 2009 fue elegido director general del organismo, en sustitución del egipcio Mohamed el-Baradei. Fue reelegido para el cargo por la Junta de Gobernadores del Organismo en 2013 y en 2017, siendo en ambos casos ratificado por la Conferencia General.
Estaba casado. Hablaba inglés, francés y su lengua nativa, japonés.

## Fallecimiento
Amano falleció de cáncer a los 72 años el día 22 de julio de 2019.

## Algunas publicaciones
- Making the Agenda Stick: Lessons Learned From the 2007 NPT PrepCom. In: The Nonproliferation Review. 1/2009, ISSN 1073-6700, pp. 15–24

- Nuclear security challenges: Japan’s view. In: International Atomic Energy Agency (ed.) Nuclear security - global directions for the future. Viena 2005, ISBN 92-0-105905-1, pp. 23 ff

- A Japanese View on Nuclear Disarmament. En: The Nonproliferation Review. 1/2002, ISSN 1073-6700, pp. 132–145

- The Significance of the NPT Extension. En: Julie Dahlitz (ed.) Future legal restraints on arms proliferation. United Nations publication, New York 1996, ISBN 92-1-100723-2

- La Non Proliferation Nucleaire en Extreme-Orient, Proliferation et Non-Proliferation Nucleaire, 1995

- Sea Dumping of Liquid Radioactive Waste by Russia, Gaiko Jiho, 1994